# 教育放送

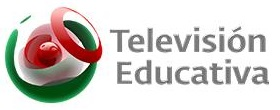

教育放送（きょういくほうそう）は、基幹放送の一種である。

## 定義
文言は、総務省令放送法施行規則別表第5号第7放送番組による基幹放送の区分（2）にある。定義は、同表の（注）5に「その放送の大部分が教育番組及び教養番組の放送によつて占められている放送」とある。
引用の促音の表記は原文ママ。

## 概要
日本放送協会が、NHKラジオ第2放送およびNHK教育テレビジョンにより実施している。放送大学学園が放送大学という名称で実施している放送は、上記の放送番組による基幹放送の区分の（3）にある大学教育放送であって教育放送ではない。
日本教育テレビ（NETテレビ、現：テレビ朝日）と日本科学技術振興財団テレビ事業本部（東京12チャンネル、現：テレビ東京）は、教育放送専門局として免許を受け、札幌テレビ放送や読売テレビ放送も準教育専門局として免許を受けている。

しかし、1960年代後半の日本国内の電波資源や放送通信技術では、放送教育専門局が民間放送事業を成り立たせるのは難しく、NETテレビと東京12チャンネルは1973年（昭和48年）に総合放送局に移行した。